# Dracula 3000
Dracula 3000 é um telefilme teuto-sul-africano de 2004, dos gêneros horror e ficção científica, dirigido por Darrell Roodt.

## Elenco
- Casper Van Dien como Capitão Van Helsing
- Erika Eleniak como Aurora Ash
- Coolio como 187
- Alexandra Kamp como Mina Murry
- Grant Swanby como Arthur "Professor" Holmwood
- Langley Kirkwood como Count Orlock
- Tommy "Tiny" Lister como Humvee
- Udo Kier como Capitão  Varna